# فيليسيانو
فيليسيانو (بالهولندية: Felitciano Zschusschen)‏ (21 يناير 1992 ببريدا في هولندا - ) هو لاعب كرة قدم هولندي في مركز جناح ‏. شارك مع منتخب كوراساو لكرة القدم. أما مع النوادي، فقد لعب مع تفينتي أنشخيدة ونادي دوردريخت وناك بريدا وتوب أوس وJong FC Twente ‏.

## روابط خارجية
- فيليسيانو على موقع قاعدة بيانات كرة القدم.إي يو (الإنجليزية)
- فيليسيانو على موقع ناشيونال فوتبول تيمز (الإنجليزية)
- فيليسيانو على موقع Soccerway.com (الإنجليزية)